# ژان-فرانسوا دومرگ
ژان-فرانسوا دومرگ (فرانسوی: Jean-François Domergue‎؛ زادهٔ ۲۳ ژوئن ۱۹۵۷) بازیکن سابق و مربی فوتبال اهل فرانسه است.
از باشگاه‌هایی که در آن بازی کرده‌است می‌توان به باشگاه فوتبال المپیک مارسی، باشگاه فوتبال لیل، باشگاه فوتبال بوردو، باشگاه فوتبال کان، باشگاه فوتبال تولوز، و باشگاه فوتبال المپیک لیون اشاره کرد.
وی همچنین در تیم ملی فوتبال فرانسه بازی کرده‌است.